# Llanbadoc

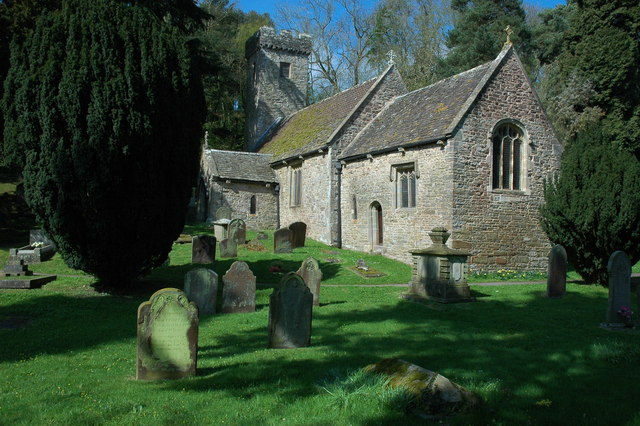
Llanbadoc Church where Alfred Russel Wallace was baptized

Llanbadoc (em galês:  Llanbadog Fawr) é uma vila e ex-paróquia civil localizada no condado cerimonial de Monmouthshire, Gales. Sua população de acordo com o censo realizado em 2011 no Reino Unido, era de 806 habitantes.
A vila fica no distrito postal de Newport, do outro lado do rio Usk e da cidade de Usk (em galês: Brynbuga), ao largo da estrada A472. Llanbadoc está dentro da Câmara dos Comuns do Reino Unido e da Assembleia Nacional do País de Gales.
Não há muitas instalações em Llanbadoc, havendo apenas uma serraria, uma prisão aberta e uma escola agrícola. Llanbadoc é o local de nascimento de Alfred Russel Wallace.

## Governo
Há um distrito eleitoral com o nome homônimo da vila. Esta divisão estende-se até o norte de Llanbadoc para Gwehelog Fawr. A população total do distrito tomada no censo de 2011 era de 1.299.

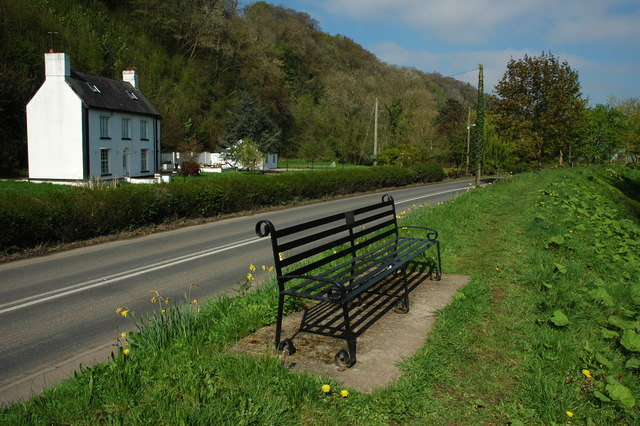
Banco às margens do Rio Usk.
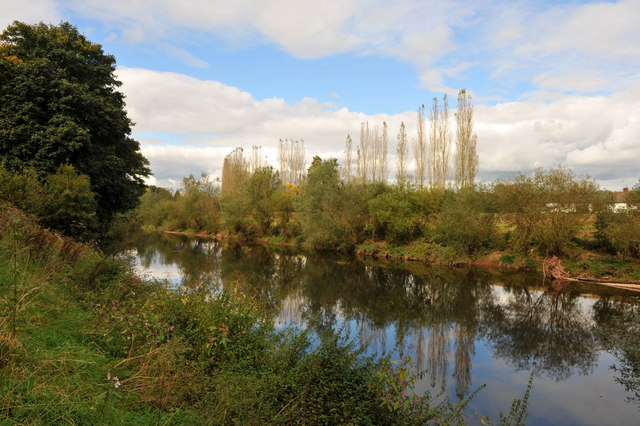
Rio situado próximo à Llanbadoc.